# Stazione di Garmisch-Partenkirchen
La stazione di Garmisch-Partenkirchen è la stazione ferroviaria della città tedesca di Garmisch-Partenkirchen.